# Сухо-Отрогское муниципальное образование
Сухо-Отрогское муниципальное образование — упразднённое сельское поселение в Балаковском районе Саратовской области Российской Федерации.
Административный центр — село Сухой Отрог.

## История
Статус и границы сельского поселения были установлены Законом Саратовской области от 27 декабря 2004 года № 103-ЗСО «О муниципальных образованиях, входящих в состав Балаковского муниципального района».
Законом Саратовской области от 28 апреля 2015 года № 41-ЗСО, Быково-Отрогское, Еланское, Комсомольское, Кормёжское, Красноярское, Маянгское, Наумовское, Новоелюзанское, Новополеводинское, Пылковское и Сухо-Отрогское муниципальные образования преобразованы, путём объединения, во вновь образованное «Быково-Отрогское муниципальное образование Балаковского муниципального района Саратовской области» с административным центром в селе Быков Отрог.

## Население
| 2010 | 2011  | 2012  | 2013  | 2014  | 2015  |
| ---- | ----- | ----- | ----- | ----- | ----- |
| 1449 | ↗1450 | ↘1428 | ↘1426 | ↗1438 | ↗1452 |

## Состав сельского поселения
| № | Населённый пункт | Тип населённого пункта       | Население |
| - | ---------------- | ---------------------------- | --------- |
| 1 | Малоперекопное   | село                         | ↘604      |
| 2 | Перекопная Лука  | село                         | ↘185      |
| 3 | Сухой Отрог      | село, административный центр | ↘660      |